# Bahariye, Boğazlıyan
Bahariye là một xã thuộc huyện Boğazlıyan, tỉnh Yozgat, Thổ Nhĩ Kỳ. Dân số thời điểm năm 2010 là 443 người.